# Lewia chlamidosporiformans
Lewia chlamidosporiformans är en svampart som beskrevs av B.S. Vieira & R.W. Barreto 2006. Lewia chlamidosporiformans ingår i släktet Lewia och familjen Pleosporaceae.   Inga underarter finns listade i Catalogue of Life.